# Pussy Riot: A Punk Prayer
Der Dokumentarfilm Pussy Riot: A Punk Prayer aus dem Jahr 2012 beschreibt die Vorbereitungen und Durchführung des sogenannten „Punk-Gebetes“ der Aktivistinnen von Pussy Riot im Februar 2012 in Moskau und dokumentiert den Prozess gegen Marija Aljochina, Jekaterina Samuzewitsch und Nadeschda Tolokonnikowa.

## Inhalt (Zusammenfassung)
Die Aktivistinnen von Pussy Riot wurden bei den Vorbereitungen und der Durchführung des sogenannten „Punk-Gebetes“ im Februar 2012 in Moskau begleitet. Ebenso wird der Prozess in Moskau nachverfolgt und anhand der Aussagen von direkt Beteiligten im Verlauf der Verhandlung erläutert. Interviews mit unter anderem den Vätern von Nadeschda Andrejewna Tolokonnikowa und Jekaterina Stanislawowna Samuzewitsch sowie ihren Anwälten ergänzen die filmische Umsetzung. Schonungslos werden die willkürlichen Handlungen der russischen Justiz im Verlauf des Prozesses in Moskau mit filmischen Passagen des Prozessverlaufs dargelegt, ergänzt durch Aussagen der Aktivistinnen, von Familienmitgliedern und Freunden. Im Gegenzug wird aufgezeigt, dass Ultraorthodoxe die drei Frauen als Dämoninnen und Hexen wahrnehmen, die ihren Glauben und ihr Heimatland verunglimpfen.

## Hintergrund
Produziert wurde die Dokumentation für HBO und nach der Premiere am Sundance Film Festival erstmals am 5. Juli 2013 gezeigt. Ausgestrahlt im Deutschsprachigen Fernsehen wurde A Punk Prayer erstmals am 5. Februar 2014 auf ORF 1 unter dem Titel Pussy Riot – Keine Angst vorm starken Mann. Der Dokumentarfilm wurde 2014 für den Oscar nominiert.
Die am 23. März 2014 in Deutschland vorgestellte Dokumentation Pussy vs. Putin des russischen Filmkollektivs „Gogol’s Wives“ soll – gemäß Aussagen der Veranstalter von «Best.Doks – Unrecht braucht Zeugen» – näher an den Aktivistinnen bleiben als die russisch-amerikanische Produktion.

## Kritiken
„Natürlich ist im politischen Kunst-Aktivismus von Pussy Riot viel Naivität dabei, aber letztlich erinnert der Film daran, dass Punk immer auch ein Versuch ist, die Zukunft selber zu gestalten. ... Der Dokumentarfilm ist für den Oscar nominiert – überraschen würde es nicht, wenn das liberale Hollywood diesen kantigen Abgesang vergolden würde.“

## Auszeichnungen
- 2013: Sundance Film Festival 2013: Nominiert für den „Grand Prix“, Sonderpreis der Jury Special Jury Award for Punk Spirit in der Kategorie World Cinema Documentary
- 2013: British Independent Film Award für den besten Dokumentarfilm
- 2014: Emmy-Award, in der Kategorie Nachrichten und Dokumentationen für herausragende Musik